# Otto Gelsted
Einar Otto Gelsted (ursprungligen Jeppesen), född 4 november 1888 i Middelfart, död 22 december 1968 i Köpenhamn, var en dansk författare och litteraturkritiker. 
Gelsteds verksamhet genomgår flera faser. Han debuterade som lyriker med diktsamlingen De evige Ting 1920. Därefter följde ett aktivt engagemang som medlem av Danmarks kommunistiske parti från 1929. Under kriget skrev han mobiliserande och patriotiska dikter. Under sina sista år intresserade han sig för grekiska språket och kulturen och utgav 1954 och 1955 översättningar av Homeros Odysseen och Iliaden. Han var även ledamot av Danska akademien.
Han är begravd på Ordrup Kirkegård.